# Silicio monocristalino

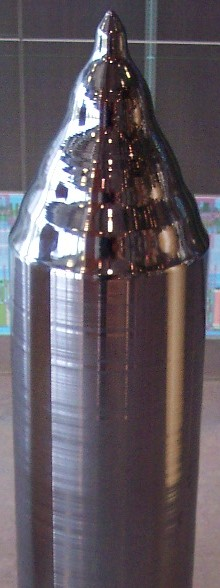
Lingotes de silicio monocristalino para la producción de obleas.

El silicio monocristalino, cristal único de Si o mono-SI es el material base de la industria electrónica y  está compuesto de silicio en el que la estructura cristalina de la totalidad del sólido es continua, ininterrumpida (sin bordes de grano) a sus bordes.  Se puede preparar intrínseca, es decir, hecho sólo de silicio extremadamente puro, o dopado, que contiene muy pequeñas cantidades de otros elementos añadidos para cambiar de una manera controlada sus propiedades semiconductoras. La mayoría de los monocristales de silicio son cultivados por el proceso Czochralski, en forma de cilindros de hasta 2 m de largo y 45 cm de diámetro, que, cortados en rodajas finas, dan las obleas, en las que se fabrican los microcircuitos.
El silicio monocristalino es tal vez el material tecnológico más importante de las últimas décadas (la "era del silicio"), porque su disponibilidad a un precio accesible ha sido esencial para el desarrollo de los dispositivos electrónicos en los que se basa la revolución electrónica e informática actual. 
Monocristalino se opone a silicio amorfo, en el que el orden atómico está limitado sólo a un orden de corta distancia.  Entre los dos extremos se encuentra el silicio policristalino, que se compone de pequeños cristales, conocidos como cristalitas.

## Obtención
El silicio monocristalino normalmente se fabrica utilizando una de varias maneras que involucran fusionar el silicio semiconductor puro con una semilla para poder comenzar con la formación continua de monocristales. Este transcurso se tiene que hacer en una atmósfera de gas inerte utilizando argón (Ar), y un crisol inerte (como el cuarzo), para evitar impurezas que perjudiquen a la homogeneidad del cristal.  La producción del silicio monocristalino es muy lenta y costosa a comparación con la fundición de lingotes policristalinos, aun así su demanda sigue creciendo gracias a sus excelentes propiedades electrónicas. El proceso de materiales se puede realizar de diversas maneras, por ejemplo puede enfriarse y recocerse lo que lo hace adecuado para distintas aplicaciones.

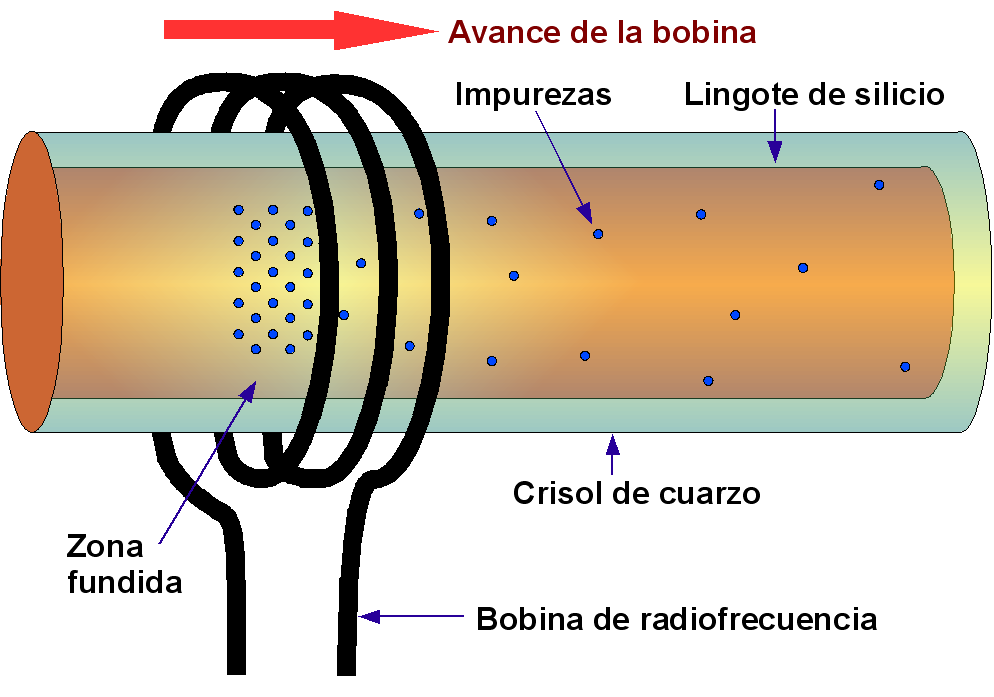
Representación de un crisol para fusión por zonas.

### Método zona flotante
La fusión por zonas es un método usado para que el silicio monocristalino crezca con concentración de impurezas más bajas de las que se obtenían en el método Czochralski, y es que en el proceso de CZ se utilizaba para sustratos comerciales. En las obleas había una gran ración de oxígeno. Causas que llegaban a provocar el oxígeno por su impureza era reducir en las células solares su vida útil por lo que reducía así mismo también la corriente, eficiencia y ventajas, además que las obleas al ser sensitivas a temperaturas altas generaba un problema con el oxígeno que actuaba a altas temperaturas con otros elementos. Para poder arreglar todas estas dificultades se usan las obleas de zona flotante.  Se sostiene de manera vertical una varilla Policristalina (Ejemplo Silicio) en un inductor de pocos mm de diámetro mientras se funde lentamente. Por debajo del inductor se genera un Monocristal de alta pureza. Las varillas giran en contra de las agujas del reloj y no tiene contacto con otros materiales o crisoles. El nuevo cristal tiene un diámetro de 200 mm, debido a su alta pureza estos cristales se utilizan como semiconductores.

### Método Técnicas de Bridgman
Las técnicas de Bridgman o también (método Bridgman-Stockbarger) es una técnica antigua la cual se usaba para cultivar cristales, similar la técnica de Czochralski. Bridgman también emplea un crecimiento en los cristales a partir de la masa fundida. Consiste en la solidificación, se traslada la masa fundida de zona caliente a la zona fría del horno. Después que el material policristalino del crisol se haya fundido por completo en la zona caliente se debe de poner en contacto con la semilla que se encuentra en el fondo del crisol, para que luego esta misma semilla que es una pieza de monocristal, se asegure su crecimiento monocristalino a lo largo de una determinada orientación cristalográfica. Parte de la semilla se comienza a fundir cuando hace contacto con la masa fundida, lo que ocasiona una nueva interfaz en el crecimiento de cristales. Luego al mover el crisol a la zona fría del horno, la temperatura en el fondo del crisol se comienza a solidificar y se fusionan las semillas con los cristales para iniciar el crecimiento del cristal. Una vez llevado el crisol a la sección fría, todo el fundido se convierte en un lingote monocristalino sólido. Una vez solidificados los lingotes se cortan en láminas finas para luego procesarlos, a este proceso se lo conoce como formación de obleas. Una vez procesadas las obleas estarán disponibles  para su uso en la fabricación.

## Aplicaciones
El silicio es el segundo elemento que más abunda en la corteza terrestre y se extrae de las minas en forma de cuarzo o materiales similares. Los paneles solares están fabricados con células de silicio. El proceso de transformación del silicio puede dar lugar a 2 tipos distintos, el silicio monocristalino o policristalino. Los paneles solares pueden ser fabricados a partir de estos dos tipos.
Fases para la transformación del silicio:
Primera fase: Es el paso inicial donde el silicio se extrae de la mina y luego se purifica.
Segunda fase: Fabricación del lingote , el silicio ya purificado es fundido en unos Crisoles para así obtener los lingotes, que pueden ser cilíndricos (si desea obtener silicio Monocristalino) o cuadrados (si desea obtener silicio Policristalino).
Tercera fase: Se cortan los lingotes en finas obleas (250-400 µm) con hilos de acero inoxidable de 150 hasta 500 km, rociándolos  con un abrasivo, lo que conlleva a una pérdida de 200-300 µm de espesor en forma de polvo inservible, es decir se pierde alrededor del 50% del silicio de altísima calidad.
Cuarta fase: Limpieza y tratamiento químico de las obleas, al cortar las obleas mediante sierra esto genera la presencia de restos , metálicos principalmente . Para eliminarlos se  utilizan pulidoras con adición de ácidos de gran capacidad de disolver metales, como HCl,HNO3 o combinaciones tipo HCl+H2O2. Luego de pulir las imperfecciones , lo siguiente es eliminar posibles tensiones o irregularidades y defectos superficiales provenientes del corte de las obleas. Utilizando un método de decapado mediante inmersión de las obleas en una disolución acuosa de NaOH en caliente.
Quinta fase: Fabricación de la célula solar. La célula solar es muy fina ( 0,3 mm ) , por lo que para operar con ella se necesita de maquinaria muy específica que sea capaz de trabajar el material como es necesario.
Sexta fase: Colocación del laminado e instalación de la cubierta exterior. Se coloca el encapsulante que su misión es proteger y amortiguar posibles impactos o vibraciones que se puedan producir, y también actuar como un adhesivo entre las cubiertas inferior y posterior. El material que se utilizan pueden ser, silicionas, etil-vinilo-acetileno "EVA", polivinilo butiral "PVB". Ya casi como último paso se instala la cubierta exterior que tiene como función proteger al módulo de los agentes atmosféricos. El material más utilizado es el vidrio templado ya que presenta grandes ventajas respecto otro tipo de materiales , además de una buena protección contra los impactos.

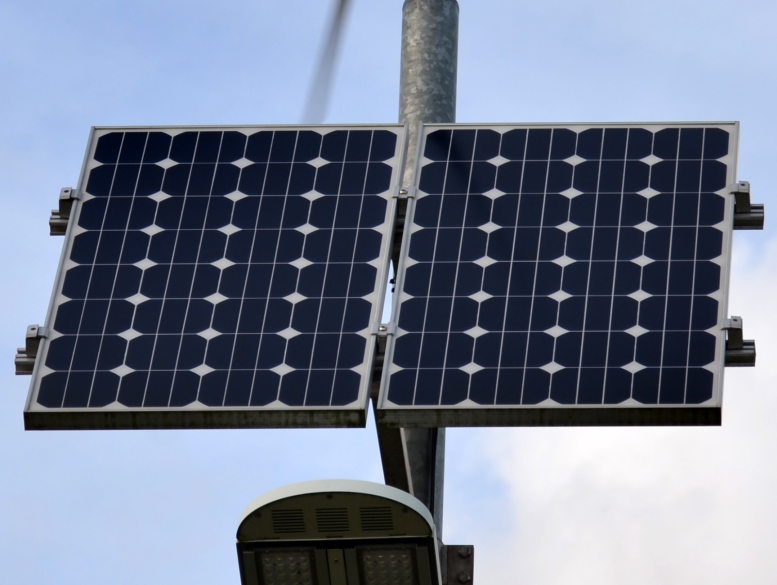
Paneles fotovoltaicos de silicio monocristalino.

### En Argentina
En Argentina un grupo de científicos de la CONICET (Consejo Nacional de Investigaciones Científicas y Técnicas)  buscan crear una manera en que podamos tener paneles solares más económicos y que tenga un rendimiento superior, esto en base al silicio monocristalino. El doctor en física Roberto Arce junto con sus compañeros del Instituto para el Desarrollo Tecnológico para la industria Química de la UNL elaboran un plan para reducir el costo de las celdas solares y aumentar su rendimiento, de ser posible se podría obtener paneles solares con otros tipos de forma que no sea el plano como vienen actualmente y de ser así sería fácil integrar la celda a cualquier objeto. Una de las ideas es usar energía renovable buscando convertir la energía solar en electricidad, con celdas fotovoltaicas ya desarrolladas y de bajo costo. Este proyecto se hizo con la intención de fomentar las energías renovables para la no contaminación.

### En electrónica
El silicio es un semiconductor con dos valores, por uno tenemos al cristal con carga positiva y otro con carga negativa. El silicio es un mal conductor de electricidad, pero cuando se le aplica corriente eléctrica se convierte en un metal conductor. Los monocristales son semiconductores formados por cristales grandes y puros sin deficiencia, muy importantes de hecho para el mundo de la tecnología avanzada, debido a sus propiedades el Mono-Si es un material esencial en la industria electrónica y microelectrónica para poder fabricar transistores, celdas solares y distintos elementos semiconductores. Los transistores se basan en el silicio y el germanio para ser semiconductor, se usa en aparatos electrónicos como los celulares o la TV para alterar el flujo de corriente eléctrica. Su transporte de cargas eléctricas se conforman con el contacto de materiales semiconductores que portan cargas en donde se diferencian como huecos (tipo p) o electrones (tipo n).

### En celdas fotovoltaicas
Las celdas solares fotovoltaicas son a menudo las aplicaciones más efectivas del material en dispositivos que funcionan con energía solar. Se fabrican imprimiendo una estructura cristalina de silicio en una oblea conductora. Estos deben estar hechos en una orientación precisa para poder lograr una alineación precisa. En general la celda fotovoltaica se coloca en un marco que se inclina en un ángulo de unos treinta y cinco grados. Esto se da para que la celda fotovoltaica absorba la máxima cantidad de radiación solar. Además, la oblea debe estar hecha con una orientación que asegure que la estructura cristalina sea capaz de absorber la máxima cantidad de luz solar para una conversión máxima en electricidad.

### En celdas solares
Entre las aplicaciones más comunes del silicio se encuentra el uso de las celdas solares para dispositivos personales. Las celdas solares hechas de este material son bastante efectivas para convertir los rayos del sol en energía eléctrica que luego se puede utilizar para alimentar los electrodomésticos. Algunos de estos dispositivos son tan eficientes que pueden reemplazar por completo la necesidad de celdas solares convencionales.

## Diferencias entre silicio monocristalino y policristalino
Existen varias diferencias entre estos cristales, entre ellas:
| Silicio monocristalino                           | Silicio policristalino                 |
| Red cristalina continua                          | --                                     |
| Bordes redondeados                               | Bordes cuadrados                       |
| Implica un costo más elevado                     | Su fabricación resulta más económica   |
| Resulta ligeramente más eficiente                | Resulta ligeramente menos eficiente    |
| Su proceso de fabricación es más lento           | Su fabricación es más rápida           |
| ------------------------------------------------ | -------------------------------------- |
| Son de un color más oscuro, muy próximo al negro | Es de color azul marino                |
| Absorbe más la radiación                         | Mayor tolerancia al sobrecalentamiento |
| Sus células tienen una forma octogonal alargada  | Células rectangulares                  |

### Sector de la energía solar
Placas solares monocristalinas: Se utilizan en climas más fríos con tendencia a tormentas o niebla, debido a que este tipo de placas absorbe mejor la radiación y soporta menos el sobrecalentamiento.
Placas solares policristalinas o multicristalinas :Se utilizan más en climas cálidos porque absorben más rápido el calor y les afecta menos el sobrecalentamiento. Son más adecuadas para instalaciones de gran tamaño.

## Precaución
La inhalación de altas concentraciones provoca silicosis.